# Fritz Pregl

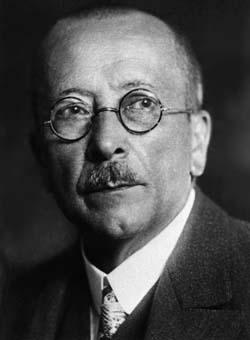
Fritz Pregl

Fritz Pregl (* 3. September 1869 in Laibach, Österreich-Ungarn; † 13. Dezember 1930 in Graz) war ein österreichischer Physiologe und Chemiker, der 1916 mit der mikroanalytischen Untersuchung organischer Stoffe begonnen hatte. Im Jahr 1923 erhielt er den Nobelpreis für Chemie.

## Leben

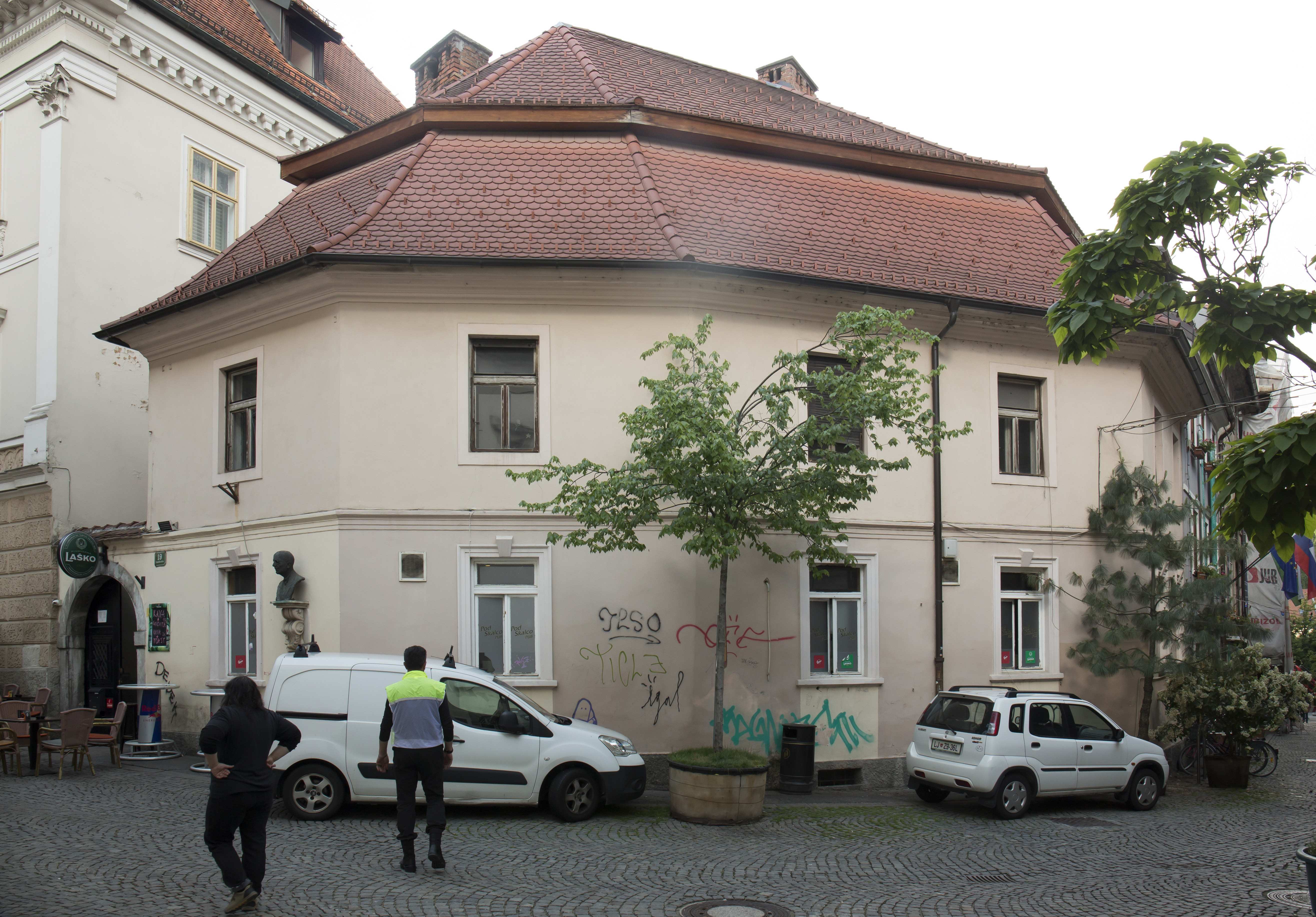
Pregls Geburtshaus in Laibach

Pregl wurde als Sohn eines slowenischsprachigen Vaters und einer deutschsprachigen Mutter in Laibach geboren und studierte Medizin in Graz. Er war ein Studienkollege von Georg August Wagner. Er war ab 1913 ordentlicher Professor am Institut für angewandte medizinische Chemie an der Universität Graz, zuvor war er drei Jahre Ordinarius für medizinische Chemie an der Universität Innsbruck.

## Arbeit
Pregl war für die weitere Entwicklung der klinisch-chemischen Analytik von ausschlaggebender Bedeutung. Erst durch seine Untersuchungen wurde es grundsätzlich möglich auch in kleinsten Probenmengen, wie sie in der Regel für klinisch-chemische Untersuchungen zur Verfügung stehen, exakte Analysen durchzuführen. Pregls Arbeiten führten zu einem nachhaltigen Fortschritt in der Stoffwechsel-, Hormon- und Enzymforschung.
Sein besonderes Interesse galt der physiologischen Chemie und den im Körper auftretenden Stoffwechselprodukten. Bei der Untersuchung der Gallensäure, die durch Extraktion aus Gallenflüssigkeit gewonnen wurde, erhielt er wenige Milligramm der reinen Gallensäure. Um die Summenformel aufstellen zu können, musste sowohl die Molekülmasse bestimmt werden als auch eine Elementaranalyse nach Liebig durchgeführt werden, was aber erheblich größere Mengen erforderte. Nach langer Weiterentwicklung der bekannten Verfahren konnte Pregl die benötigte Menge auf ein Fünfzigstel herabsetzen. Dadurch wurde es möglich mit vertretbarem Aufwand viele Substanzen zu isolieren und ihre Summenformel zu bestimmen.
Der große Einfluss Pregls beruhte vor allem darauf, dass er diese Methode nicht geheim hielt, sondern sie bei Vorträgen vorführte und zusätzlich ein Laboratorium in Graz einrichtete, in dem Chemiker aus aller Welt seine Methode erlernen konnten. Erst die Einführung der Kristallstrukturanalyse, der Massenspektrometrie und der NMR-Spektroskopie ließen die Elementaranalyse etwas in den Hintergrund treten.
Zu seinen Schülern gehört Anton Benedetti-Pichler, der mikrochemische Methoden in den USA verbreitete.

## Ehrungen
- 1914 Lieben-Preis
- 1923 Nobelpreis für Chemie „für die von ihm entwickelte Mikroanalyse organischer Substanzen“.

Es sind u. a. in Innsbruck und Klagenfurt Straßen nach ihm benannt, an der sich Institute der Medizinischen Universität Innsbruck und der städtische Westfriedhof befinden. Von 1931 bis 2006 wurde von der Österreichischen Akademie der Wissenschaften der Fritz Pregl-Preis verliehen. Im Jahr 1932 wurde in Wien-Favoriten (10. Bezirk) die Fritz-Pregl-Gasse nach ihm benannt.
In Graz wurde er 1929 Ehrenbürger und zu Ehren seiner Tätigkeit als Professor am Institut für angewandte medizinische Chemie der Fritz-Pregl-Weg nach ihm benannt. In seiner Geburtsstadt Laibach/Ljubljana befindet sich im Toscanini-Park in Stadtbezirk Vič das Friderik-Pregl-Denkmal. Weiters wurde nach ihm daselbst auch ein Platz benannt.

## Sonstiges

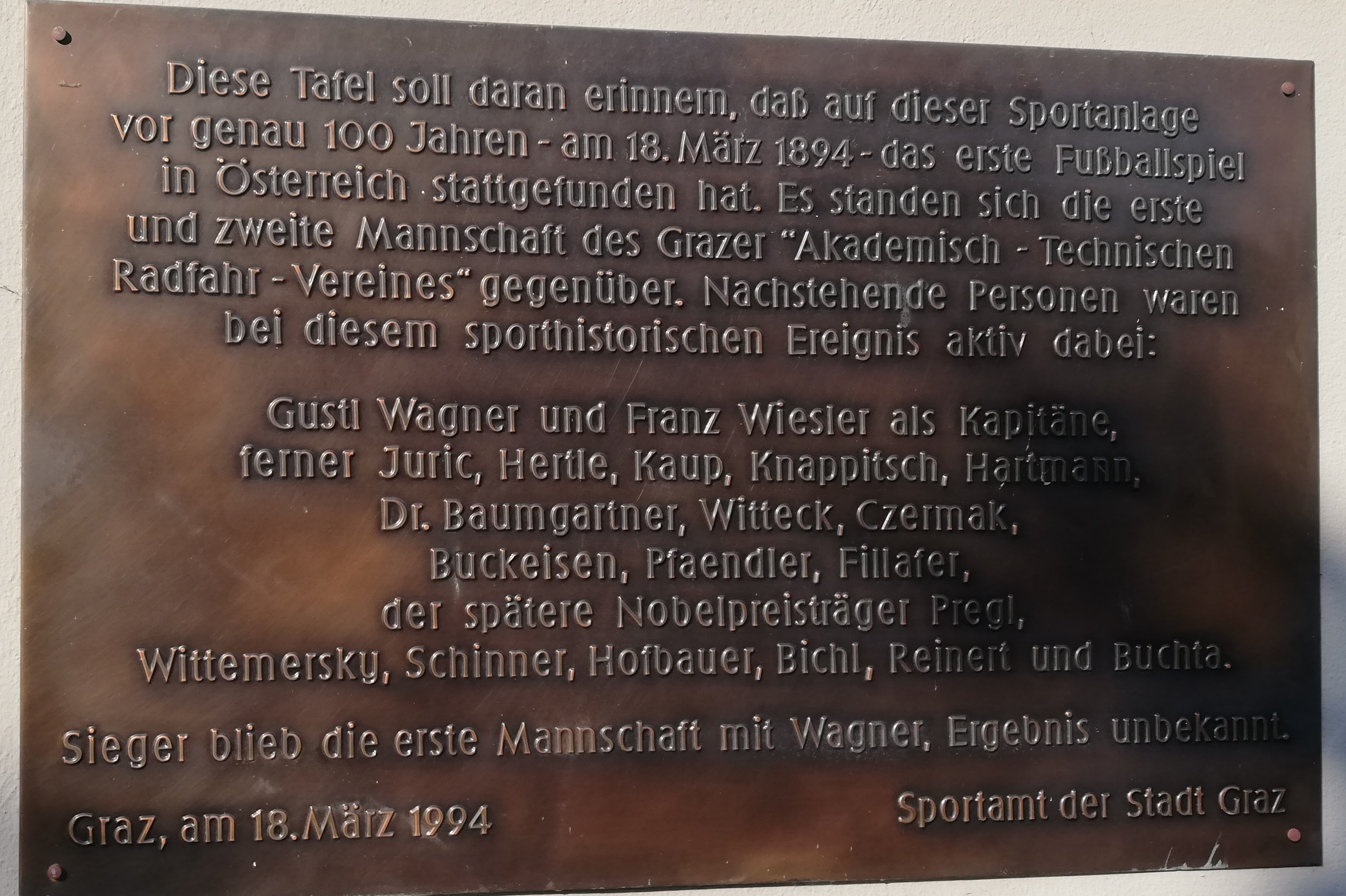
Fritz Pregl als österreichischer Fußballpionier

Fritz Pregl war auch Fußballpionier: Eine Gedenktafel am Landessportzentrum Steiermark in Graz erinnert daran, dass er am 18. März 1894 in Graz als Mitglied des Grazer Akademisch-Technischen Radfahr-Vereines aktiv am ersten Fußballspiel Österreichs teilnahm.